# حنان ابراهيم (لاعبة ألعاب قوى)
حنان ابراهيم سعيد هي لاعبة ألعاب قوى إماراتية تخصّصت في ألعاب دفع الجلة ورمي الرمح ورمي المطرقة.

## الميداليات والألقاب
استطاعت حنان ابراهيم إحراز العديد من الميداليات والألقاب خلال مشاركاتها بالبطولات الإقليمية والدولية المختلفة، ويوضح الجدول التالي أهم الميداليات التي حققتها خلال مسيرتها:
| السنة | البطولة                                        | الميدالية/المركز | المسابقة    | ملاحظات                                                                       |
| ----- | ---------------------------------------------- | ---------------- | ----------- | ----------------------------------------------------------------------------- |
| 2012  | بطولة مجلس التعاون الأولى لألعاب القوى للشابات | المركز السادس    | دفع الجلة   | مثلت في هذه البطولة المنتخب الإماراتي لألعاب القوى وحققت رمية لمسافة 7.82 متر |
| 2014  | دورة الألعاب للأندية العربية للسيدات 2014      | ذهبية            | رمي الرمح   | مثلت في هذه البطولة نادي سيدات الشارقة وحققت رمية لمسافة 28.27 مترًا           |
| 2016  | دورة الألعاب للأندية العربية للسيدات 2016      | فضية             | رمي الرمح   |                                                                               |
| 2016  | دورة الألعاب للأندية العربية للسيدات 2016      | برونزية          | رمي المطرقة | [ 3 ] [ 4 ]                                                                   |
| 2017  | البطولة الخليجية لرياضة المرأة                 | برونزية          | رمي المطرقة | حققت رمية لمسافة 29.01 متر                                                    |
| 2018  | دورة الألعاب للأندية العربية للسيدات 2018      | برونزية          | رمي الرمح   | مثلت في هذه البطولة نادي نادي الشارقة الرياضي للمرأة                          |